# 6. gardna zračnoprevozna divizija (ZSSR)
Za druge 6. divizije glejte 6. divizija.
6. gardna zračnoprevozna divizija je bila gardna zračnoprevozna divizija v sestavi Rdeče armade med drugo svetovno vojno.

## Zgodovina
Divizija je bila ustanovljena decembra 1942 z reorganizacijo ostankov 6. zračnoprevoznega korpusa. 

## Organizacija
- štab
- 14. gardni strelski polk
- 17. gardni strelski polk
- 20. gardni strelski polk
- 8. gardni artilerijski polk